# سپرغوک
سپرغوک (نام علمی: Peltobatrachus) نام یک سرده از زیرراسته سفت‌مهرگان است.